# Raorchestes nerostagona
Espèce
Synonymes
- Philautus nerostagona Biju & Bossuyt, 2005
- Pseudophilautus nerostagona (Biju & Bossuyt, 2005)

Statut de conservation UICN

 EN B1ab(iii) : En danger
Raorchestes nerostagona  est une espèce d'amphibiens de la famille des Rhacophoridae.

## Répartition
Cette espèce est endémique du district de Wayanad dans l'État du Kerala en Inde. Elle est présente à environ 1 000 m d'altitude dans le sud des Ghâts occidentaux,.

## Description

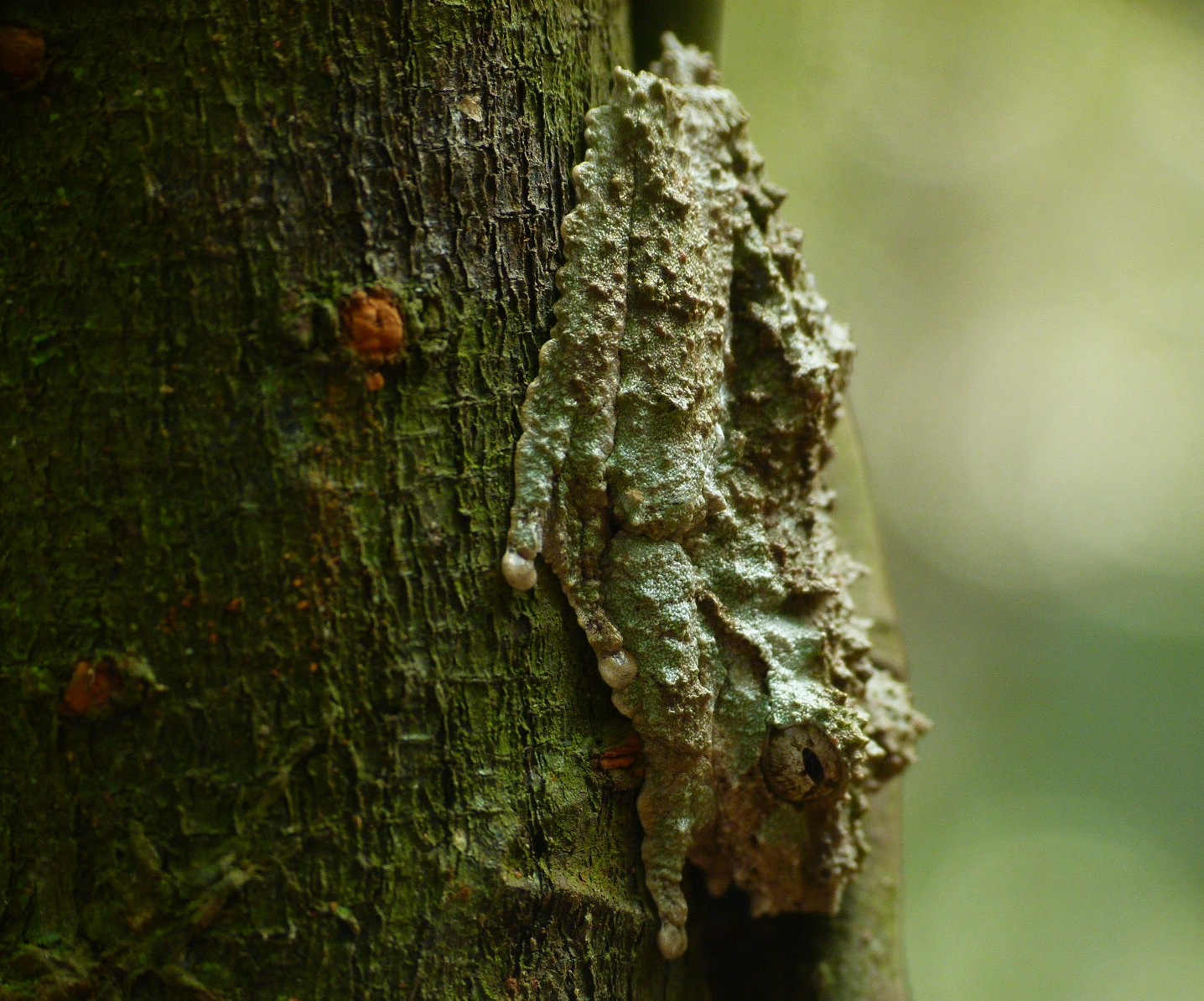

Raorchestes nerostagona mesure environ 34 mm pour les mâles. Son dos est brun clair avec des taches de couleur vert foncé et brun-rouge de tailles différentes. Les flancs sont noir-bleuté avec des taches vermiculées brunes. Son ventre est blanc cassé avec des taches brunes, gris clair ou jaunes. Ses lèvres sont blanches avec des bandes sombres.

## Étymologie
Son nom d'espèce, du grec nero, « eau », et stagona, « goutte », fait référence à son cri d'appel ressemblant à de la pluie tombant dans de l'eau.

## Publication originale
- Biju & Bossuyt, 2005 : A new species of frog (Ranidae, Rhacophorinae, Philautus) from the rainforest canopy in the Western Ghats, India. Current Science, vol. 88, no 1, p. 175-178 (texte intégral).